# Orthoporus striatulus
Orthoporus striatulus är en mångfotingart som beskrevs av Pocock 1909. Orthoporus striatulus ingår i släktet Orthoporus och familjen Spirostreptidae. Inga underarter finns listade i Catalogue of Life.